# Piscator-Bühne

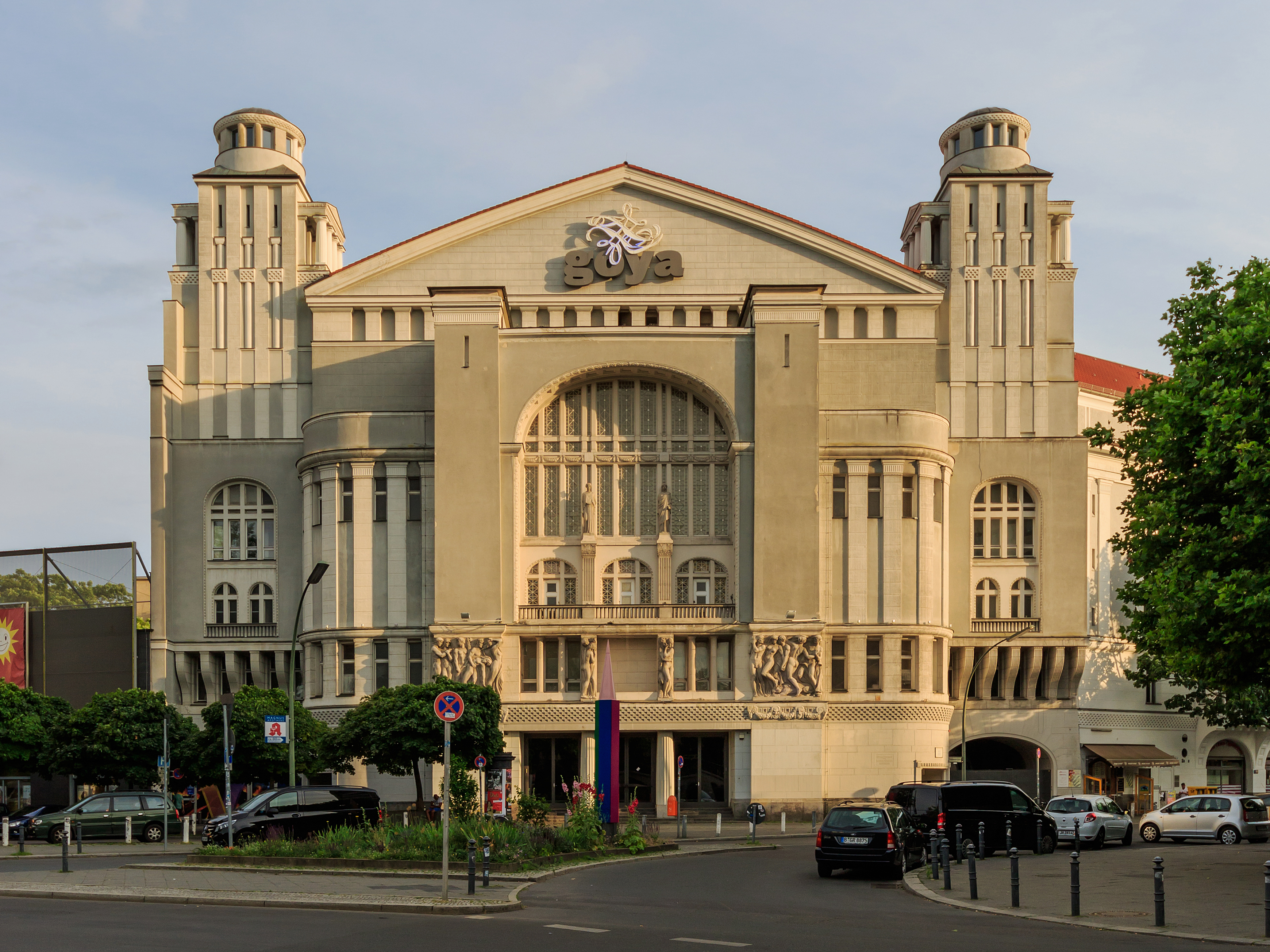
Das Theater am Nollendorfplatz in Berlin, 1927–1929 Heimat der Piscator-Bühne

Piscator-Bühne war die Bezeichnung für verschiedene von dem Intendanten und Regisseur Erwin Piscator zwischen 1927 und 1931 in Berlin betriebene Avantgardetheater. 
Am 3. September 1927 eröffnet Erwin Piscator im Theater am Nollendorfplatz die Piscator-Bühne mit der Inszenierung von Ernst Tollers Zeitstück Hoppla, wir leben! Der vermögende dritte Ehemann der Schauspielerin Tilla Durieux, der Berliner Großindustrielle Ludwig Katzenellenbogen, ermöglichte ihm die Übernahme der Leitung des Theaters am Nollendorfplatz. Infolge der Übernahme des Lessing-Theaters als zweiter Spielstätte kam es 1928 zum finanziellen Zusammenbruch der Piscator-Bühne. 
Piscator eröffnet am 6. September 1929 im Theater am Nollendorfplatz eine Zweite Piscator-Bühne. Die Uraufführung von Walter Mehrings Inflationsdrama Der Kaufmann von Berlin markiert den Beginn und das Ende dieses zweiten Unterfangens. Ab 1930 betreibt der Regisseur eine Dritte Piscator-Bühne im Wallner-Theater und im Lessing-Theater, die 1931 schließt, nachdem Piscator aufgrund finanzieller Schwierigkeiten einen Filmauftrag der russischen Filmfirma Meschrabpom angenommen hat.

## Avantgardetheater und Piscator-Kollektiv
Die Piscator-Bühne wurde zum Inbegriff für das Avantgardetheater der zwanziger Jahre. Piscator stellte alle Mittel der Technik in den Dienst der Bühne: Er setzte laufende Bänder, Etagen-, Globusbühnen (Simultanbühnen), Drehscheiben und motorisierte Brücken ein. Zur Aktualisierung des Geschehens wurden Bildprojektionen und ab 1925 zahlreiche Dokumentarfilme eingesetzt. 
Dem Piscator-Kollektiv und den Piscator-Bühnen gehörten zwischen 1927 und 1931 zeitweilig unter anderem Sybille Binder, Viktor Blum, Ernst Busch, Ernst Deutsch, Tilla Durieux, Gustav Fröhlich, Paul Graetz, George Grosz, John Heartfield, Erwin Kalser, Fritz Kortner, Moshe Lifshits, Edmund Meisel, Erich Mühsam, Max Pallenberg, Leonard Steckel, Hermann Vallentin und Helene Weigel an. Als Dramaturgen wirkten zeitweilig Bertolt Brecht, Leo Lania, Walter Mehring und Ernst Toller an der Piscator-Bühne.

## Inszenierungen
- 1927: Ernst Toller: Hoppla, wir leben! (Piscator-Bühne Berlin, 3. September 1927)
- 1928: Max Brod/Hans Reimann, Die Abenteuer des braven Soldaten Schwejk (Piscator-Bühne, 23. Januar 1928)
- 1929: Walter Mehring, Der Kaufmann von Berlin (Zweite Piscator-Bühne, 6. September 1929)